# Alma (cortometraje)
Alma es un cortometraje de animación escrito y dirigido por Rodrigo Blaas en 2009. Fue nominado a un Premio Goya en el año 2009. Es un cortometraje protagonizado por una niña de 6 años que va a una juguetería atraída por una muñeca.

## Sinopsis
Alma es una niña que anda caminando por las calles de su ciudad, y encuentra una pizarra, dónde anota su nombre. En cierto momento se detiene y observa una tienda, y ella logra captar que hay un muñeco idéntico a ella, esto despierta su curiosidad. 

## Premios
- Premio al mejor corto animado en el LA Shorts Fest.
- Premio al mejor cortometraje animado en el Animacor (el Festival Internacional de Animación en España).
- Premio a la mejor Opera Prima en I Castelli Animati de Italia.

- Datos: Q4733514